# Cambarincola dubius
Cambarincola dubius är en ringmaskart som beskrevs av Holt 1973. Cambarincola dubius ingår i släktet Cambarincola och familjen Cambarincolidae. Inga underarter finns listade i Catalogue of Life.